# 小山信用金庫
小山信用金庫（おやましんようきんこ）は栃木県小山市にかつてあった信用金庫。愛称はおやしん。本店所在地は、小山市城山町1-3-27。2004年3月末時点での預金残高1,054億円、店舗数14、役職員数 137人、会員数12,500人。
2004年（平成16年）11月22日に、足利信用金庫と対等合併し、足利小山信用金庫となった。

## 沿革
- 1950年6月1日 小山信用金庫として設立。